# 225. strelska divizija (ZSSR)
225. strelska divizija (izvirno rusko 225-я стрелковая дивизия; kratica 225. SD) je bila strelska divizija Rdeče armade v času druge svetovne vojne.

## Zgodovina
Divizija je bila ustanovljena oktobra 1941 v Jerevanu.